# 21e escadrille (Belgique)
La 21e escadrille (néerlandais : 21ste Smaldeel et anglais : 21st Squadron), est une escadrille de transport de personnalités (et éventuellement de personnel) du 15e Wing de transport aérien de la composante aérienne de l'armée belge basée à Melsbroek.

## Composition
L'escadrille est composée depuis 2020 de deux Dassault Falcon 7x, immatriculés OO-LUM et OO-FAE, loués à la compagnie Luxavation,.